# Сакорінтло
Сакорінтло (груз. საკორინთლო) — село в Грузії.
За даними перепису населення 2014 року в селі проживає 114 осіб.